# Muldoon (Texas)
Muldoon város az USA Texas államában, Fayette megyében. Lakosainak száma 114 fő (2010).

## Népesség
A település népességének változása:

| 1943 | 200 |
| 2010 | 114 |